# Oncomiracidium

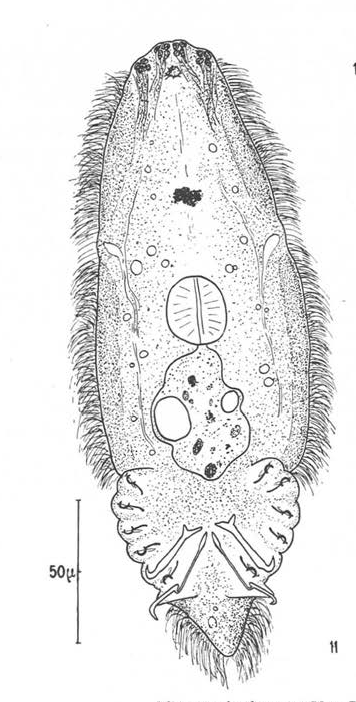
L'oncomiracidium de Microcotyle donavini (Microcotylidae)

Un oncomiracidium (pluriel : oncomiracidia) est une larve nageuse à vie libre, typique des Monogenea. Cette larve est similaire au miracidium des Trematoda mais s'en différencie par le présence de crochets sclérifiés dans sa partie postérieure, absents chez les miracidia,.